# 曹景參
曹景參（1587年—1646年），字省三，别號大箕，湖廣武昌府興國州人，明末政治人物。

## 生平
廣東按察使曹志遇之子。天啓四年（1624年）甲子科舉人，崇禎四年（1631年）二甲第一名進士，吏部观政，初任礼部精膳司主事，七年升儀制司员外郎，本年考选，八年授刑科给事中，巡视京营，九年轉吏科给事中，十年升庐州府知府，以事被削籍为民，曾游十三陵的九龙池，有诗曰：“小涧琮琮活水侵，问源不远可幽寻。”晚年居家鄉，清顺治三年（1646年）去世。

## 引用
1. ↑  《崇祯四年辛未科三百五十名进士履历》：曹景參，大箕，易一房，庚子五月十八日生。兴国州人，甲子十一，会二百七十，二甲一名。吏部政，授精膳司主事，甲戌升儀制司员外，甲戌考选，乙亥授刑科给事中，巡京营，丙子轉吏科，丁丑升庐州知府，为民。曾祖思省。祖齡，赠知府。父志遇，戊辰進士，副使。
2. ↑  《武昌府志》